# Quelabitad Cuaresma
Quelabitad Cuaresma är en ort i Mexiko.   Den ligger i kommunen Tanlajás och delstaten San Luis Potosí, i den centrala delen av landet, 250 km norr om huvudstaden Mexico City. Quelabitad Cuaresma ligger 302 meter över havet och antalet invånare är 354.
Terrängen runt Quelabitad Cuaresma är kuperad åt sydost, men åt nordväst är den platt. Quelabitad Cuaresma ligger uppe på en höjd. Runt Quelabitad Cuaresma är det ganska tätbefolkat, med 111 invånare per kvadratkilometer. Närmaste större samhälle är Ejido San José Xilatzén, 3,2 km nordväst om Quelabitad Cuaresma. I omgivningarna runt Quelabitad Cuaresma växer huvudsakligen savannskog.